# Affaire d'Amityville
Pour les articles homonymes, voir Amityville.
L'affaire d'Amityville est un ensemble d'événements survenus entre 1974 et 1976 et ayant pour théâtre une demeure située au 112 Ocean Avenue, dans la petite ville côtière d'Amityville, sur Long Island, à l'est de New York aux États-Unis. Dans la nuit du 13 novembre 1974, Ronald Junior, fils aîné de la famille DeFeo, y assassine au fusil ses parents et ses frères et sœurs pendant leur sommeil.
Cette affaire inspira une série de livres et de films d'horreur américains. Amityville : La Maison du diable de Stuart Rosenberg est le premier d’entre eux.

## La maison

La maison est située dans les quartiers aisés d'Amityville, au 112 Ocean Avenue, à l'époque, actuellement au 108 de l'avenue. Elle fut édifiée en 1928 sur quatre niveaux (deux étages) dans un pur style colonial hollandais. Après les événements, et probablement après la diffusion du film, les deux lucarnes du dernier étage sont souvent perçues comme les yeux du Diable. Après les meurtres, la maison fut repeinte en blanc par l'agence immobilière. En effet, son passé macabre n'attirant guère d'éventuels acquéreurs, sa couleur sombre n'arrangeait rien...

## Les faits-divers originaux

### Les DeFeo (1965-1974)
En 1965, la famille DeFeo achète la villa et s’y installe. Le père, Ronald DeFeo Sr., est directeur général de La Brigante-Karl Buick Concession à Brooklyn. Il est marié à Louise Brigante et ils ont cinq enfants : Ronald Jr., 23 ans, Dawn, 18 ans, Allison, 13 ans, Marc, 12 ans et John 9 ans (âges au moment des faits).

### Les meurtres
Le mercredi 13 novembre 1974, à 3 h 15 du matin, Ronald DeFeo Jr. prend son fusil calibre .357 Magnum (on parle aussi d'un Marlin .35), et assassine son père, sa mère, ses deux frères et ses deux sœurs pendant qu'ils dorment dans leurs lits respectifs. Le mystère qui subsiste réside dans le fait qu'aucun voisin n'a entendu de coup de feu et que selon l'autopsie, les corps n'ont pas été déplacés.

### Le constat de la police
À 18 h 35, la police reçoit un appel téléphonique d'un certain Joey Yeswit. Ce dernier les appelle pour les prévenir qu’un jeune homme est passé dans un bar pour signaler que toute sa famille avait été tuée, qu’il s’est rendu sur les lieux avec le jeune homme et plusieurs autres personnes et qu’ils y ont en effet découvert les cadavres de toute la famille. Dix minutes plus tard, la police arrive sur les lieux et y constate le meurtre de toute la famille DeFeo.
Ronald DeFeo Jr. affirme avoir passé la nuit chez ses parents mais ne pouvant s’endormir, avoir quitté la maison vers 4 heures du matin pour aller travailler. Il prétend avoir ensuite passé la journée à travailler, essayé plusieurs fois de contacter ses parents par téléphone et finalement décidé d’aller les voir en fin de journée, découvrant ainsi le massacre. Au fur et à mesure des interrogatoires, les doutes des policiers et les contradictions du fils aîné amènent les inspecteurs à le considérer comme suspect. Finalement, après plusieurs heures d’interrogatoire, Ronald DeFeo Jr. avoue le crime.

### Le procès
L'audition préliminaire a lieu le 22 septembre 1975 ; on plaide la folie pour Ronald DeFeo Jr. et il est condamné à six peines consécutives d'emprisonnement de vingt-cinq ans à la prison de Dannemora. Quand il se retrouve derrière les barreaux, la maison familiale est mise en vente au prix de 80 000 dollars.

### Une enquête inachevée
Il a été noté que la chemise de nuit de la sœur de Ronald, Dawn DeFeo, avait des traces de poudre non brulée. Ces traces sont caractéristiques d'un coup de feu non en tant que victime mais en tant que tireur . Il est probable que Dawn ait tiré au moins une fois avec le fusil ou qu'elle se soit simplement trouvée à proximité lors d'un tir comme l'a fait remarquer l'expert en balistique Alfred Della Penna. Ce détail, pourtant laissé de côté par les forces de l'ordre, a considérablement changé le cours de toute cette affaire. (Les enquêteurs de l'époque avaient en effet un taux de résolution de crimes de l'ordre de 94 % quand la moyenne nationale pour les mêmes genres d'affaires tournait autour de 48 %). Quoi qu'il en soit, Ronald DeFeo Jr. n'a peut-être pas commis ces meurtres seul et le légiste confirmera cette hypothèse en expliquant dans son rapport que « trois personnes sont à l'origine de ces meurtres ». Cette fameuse chemise de nuit de Dawn DeFeo n'a toujours pas été analysée à ce jour comme indice important, et lorsque Christopher Berry-Dee, qui s'est entretenu avec Ronald DeFeo Jr ainsi qu'avec un grand nombre de tueurs en série, pose la question à l'inspecteur responsable à l'époque Dennis Rafferty, ce dernier lui répond : « Aucune chance ! Ces trucs ne seront jamais réexaminés. On s'en assurera ». Il faut comprendre par « ces trucs » : la chemise de nuit de Dawn, un sac de cartouches, trois taies d'oreiller, un oreiller taché de sang et les habits de Ronald DeFeo Jr alias Butch. D'après Butch, ses habits seraient maculés de son propre sang, venant des interrogatoires musclés,.

## The Amityville Horroret fondation du mythe

### Les Lutz (1975-1976)
Malgré le passé macabre de la grande demeure, une nouvelle famille, les Lutz, y emménage le 18 décembre 1975. George Lutz, 28 ans, propriétaire d'un cabinet de géomètres, visite la propriété avec sa femme Kathleen. Ils viennent de se marier et ont trois enfants d'un premier mariage. Ils croient avoir trouvé la maison de leurs rêves et s'en portent acquéreurs. Après leur installation, ils se prétendent témoins d'une série d'événements de nature paranormale et s'en ouvrent à l'écrivain Jay Anson qui en tire un récit romancé à grand succès présenté comme un documentaire : The Amityville Horror — A True Story (littéralement, « L'horreur d'Amityville — Une histoire vraie », paru en français sous le titre Amityville : La Maison du diable). En 1995, l'expert en paranormal Stephen Kaplan publie The Amityville Horror Conspiracy, enquête qui dénonce le récit d'Anson et la manipulation de la famille Lutz. Stuart Rosenberg s'inspire également de cette histoire afin de réaliser un film en 1979.

## Histoire postérieure de la maison
Depuis lors, la maison est passée entre de nombreuses mains et aucun des propriétaires qui l'ont achetée après les Lutz n'a jamais signalé une quelconque manifestation anormale. Les expériences qu'auraient vécues les Lutz sont sujettes à controverse.

### Année 2010
À la fin du mois de mai 2010, la maison est mise en vente au prix de 1 150 000 dollars (929 315 €), avant d'être vendue en août 2010. En ce même mois, après l'achat de la maison, les propriétaires ont organisé un vide-grenier dans leur nouvelle maison. Des centaines de personnes étaient présentes pour l’événement. Ils étaient autorisés à entrer dans la maison, mais n'ont pas eu accès au sous-sol et aux étages.
En 2016, la maison est de nouveau remise en vente.